# Chief Mouser to the Cabinet Office
Chief Mouser to the Cabinet Office (traducibile in italiano «Cacciatopi capo all'ufficio di gabinetto») è il titolo spettante al gatto di casa del primo ministro britannico al numero 10 di Downing Street. Il titolo è in genere assegnato affettuosamente dalla stampa britannica, e solo Larry, in carica dal 2011, lo ha ricevuto anche in via ufficiale.

## Storia
I gatti venivano impiegati nei dipartimenti governativi britannici per la caccia ai topi sin dal regno di Enrico VIII: fu durante la sua monarchia, infatti, che il cardinale Wolsey decise di avvalersi di un felino appena salì al potere divenendo Lord Cancelliere, carica che detenne fino al 1515.
I documenti ufficiali, tuttavia, registrano l'effettiva presenza dell'animale solo a partire dal 3 giugno 1929, quando A.E. Banham autorizzò l'Office Keeper a «spendere 1d al giorno dal fondo per le piccole spese per la manutenzione di un gatto efficiente». Nell'aprile del 1932, l'indennità venne aumentata a 1s 6d alla settimana; agli albori del XXI secolo, addirittura, il Mouser arrivò a costare 100 sterline l'anno.  I gatti non devono necessariamente appartenere al Primo Ministro, tanto che è raro che le due cariche effettivamente coincidano. Il mandato più longevo, in ogni caso, è quello di Wilberforce, che ha prestato servizio per diciotto anni, sotto Edward Heath, Harold Wilson, Jim Callaghan, e Margaret Thatcher. Alla morte di Wilberforce fu nominato un nuovo gatto, chiamato Humphrey in onore del personaggio omonimo (Sir Humphrey Appleby) delle serie televisiva Yes Minister e del seguito Yes, Prime Minister, allora molto popolare.

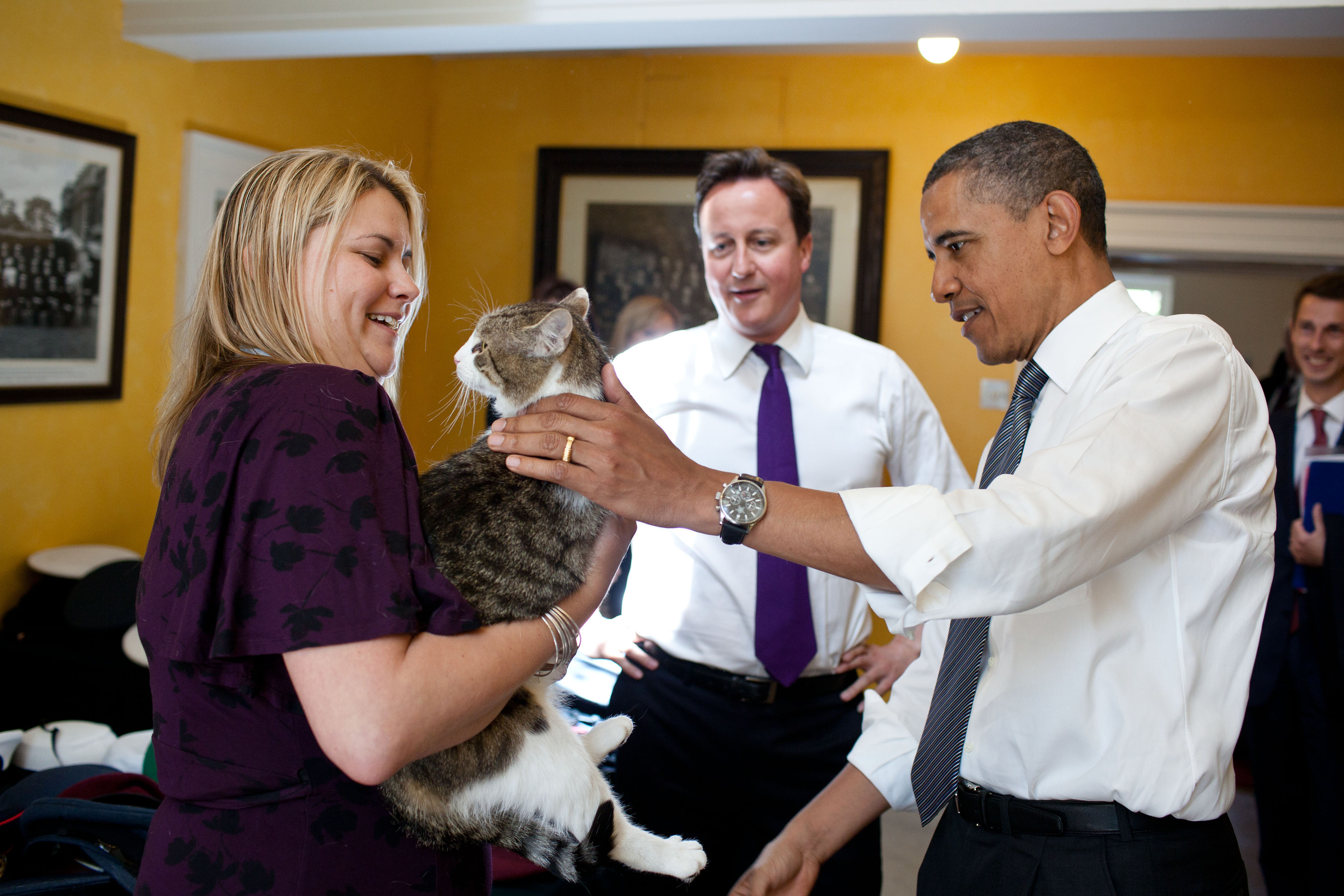
Cameron presenta Larry al presidente degli Stati Uniti Barack Obama.

### L'attuale Chief Mouser
L'attuale Chief Mouser è Larry, che mantiene questa carica sin dal 15 gennaio 2011. Larry è il successore di Sybil, il gatto di Alistair Darling, cancelliere dello Scacchiere nel governo presieduto da Gordon Brown (che però preferiva abitare al numero 11 di Downing Street); Sybil terminò la carica nel 2009, e nello stesso anno fece ritorno a Edimburgo,  dove poi morì il 27 luglio dello stesso anno. L'ufficio risultò vacante fino al 2011, quando scoppiò uno scandalo: infatti, nel gennaio dello stesso anno, «dei ratti si muovevano freneticamente all'interno del numero 10 di Downing Street, per la seconda volta in una diretta TV», secondo l'ITN. Non essendovi alcun gatto a ricoprire l'impiego onorifico, il portavoce ufficiale del Primo Ministro annunciò che «non vi erano piani» per contrastare il problema;  tuttavia, già il giorno successivo, la stampa riferì che vi era una «fazione pro-gatti» all'interno di Downing Street, secondo la quale il ritorno della figura del Chief Mouser sarebbe stato opportuno per risolvere le difficoltà. Sotto questi influssi, il 14 febbraio 2011 David Cameron designò un gatto, poi chiamato Larry, come il successore di Sybil.
Nel settembre 2012, venne reso noto che Cameron congedò Larry dal ruolo di Chief Mouser, in favore del micio del Cancelliere Osborn, Freya, cui venne assegnato l'incarico di pattugliare i numeri 10, 11 e 12 di Downing Street. Il mandato di Freya, nonostante la sua indole randagia che la rese molto efficiente, durò tuttavia solo due anni: venne infatti bandita da Downing Street nel 2014, anno in cui Larry ritornò ad essere Chief Mouser.

## Detentori del titolo (dal 1924)
| Titolare                                              | Titolare | Dal               | Al                | Primo ministro                                                                                  | Note          |
| ----------------------------------------------------- | -------- | ----------------- | ----------------- | ----------------------------------------------------------------------------------------------- | ------------- |
| Rufus d’Inghilterra (conosciuto come "Treasury Bill") |          | 22 gennaio 1924   | 4 novembre 1924   | Ramsay MacDonald                                                                                | [ 22 ]        |
| Carica vacante o assente (1924-1929)                  |          |                   |                   |                                                                                                 |               |
| Peter                                                 |          | 5 giugno 1929     | ~1946             | - Stanley Baldwin - Ramsay MacDonald - Neville Chamberlain - Winston Churchill - Clement Attlee | [ 6 ]         |
| Munich Mouser                                         |          | ~giugno 1937      | ~1943             | - Neville Chamberlain - Winston Churchill                                                       | [ 24 ] [ 25 ] |
| Nelson                                                |          | ~1940             | ~1946             | Winston Churchill                                                                               | [ 25 ] [ 27 ] |
| Peter II                                              |          | ~dicembre 1946    | 27 giugno 1947    | Clement Attlee                                                                                  | [ 6 ]         |
| Peter III                                             |          | 27 agosto 1946    | 9 marzo 1964      | - Clement Attlee - Winston Churchill - Anthony Eden - Harold Macmillan - Alec Douglas-Home      | [ 6 ]         |
| Carica vacante (10 marzo - 6 maggio 1964)             |          |                   |                   |                                                                                                 |               |
| Peta                                                  |          | 7 maggio 1964     | ~1976             | - Alec Douglas-Home - Harold Wilson - Edward Heath - James Callaghan                            | [ 6 ]         |
| Wilberforce                                           |          | 1970              | 1988              | - Edward Heath - Harold Wilson - James Callaghan - Margaret Thatcher                            | [ 28 ]        |
| Carica vacante (1986-1989)                            |          |                   |                   |                                                                                                 |               |
| Humphfrey                                             |          | ~ottobre 1989     | 13 novembre 1997  | - Margaret Thatcher - John Major - Tony Blair                                                   | [ 29 ]        |
| Carica vacante (1997-2007)                            |          |                   |                   |                                                                                                 |               |
| Sybil                                                 |          | ~settembre 2007   | ~gennaio 2009     | Gordon Brown                                                                                    | [ 30 ]        |
| Carica vacante (2009-2011)                            |          |                   |                   |                                                                                                 |               |
| Larry                                                 |          | 15 settembre 2011 | 16 settembre 2012 | David Cameron                                                                                   | [ 19 ]        |
| Freya                                                 |          | 16 settembre 2012 | 9 novembre 2014   | David Cameron                                                                                   | [ 20 ]        |
| Larry                                                 |          | 9 novembre 2014   | in carica         | - David Cameron - Theresa May - Boris Johnson - Liz Truss - Rishi Sunak - Keir Starmer          | [ 19 ]        |